# Corona (canción)
«Corona» es una canción protesta de la banda estadounidense de punk rock Minutemen. Se incluyó como la séptima canción de la segunda cara de su tercer álbum de estudio Double Nickels on the Dime (1984). La canción fue compuesta por el cantante y guitarrista D. Boon y producida por Ethan James. Su composición minimalista alberga elementos de neonorteño y polca. La canción deriva su título de una marca de cerveza mexicana homónima. Líricamente, «Corona» es una canción de protesta de inspiración latina con líneas cargadas de política. Más tarde, la canción se hizo conocida como el tema principal del reality show de MTV Jackass.

## Antecedentes
Nombrada así por la marca de cerveza mexicana, «Corona» es una canción protesta.
La canción se inspiró en un viaje de un día que los miembros de la banda (Boon, el bajista Mike Watt y el baterista George Hurley) habían realizado a México el 4 de julio de 1982. (el mismo viaje también inspiró la composición de Watt «I Felt Like a Gringo» en Buzz or Howl Under the Influence of Heat). Conmovido por haber presenciado algunos de los elementos más oprimidos de la zona, Boon se dedicó a escribir una canción en simpatía con el pueblo mexicano.

## Grabación
Hacia el final de su carrera, Minutemen comenzó a expandirse musicalmente con sus canciones. En contraste con los ritmos atípicos del hardcore punk, la banda experimenta con sonidos neo-norteños construidos sobre ritmos de polca para «Corona». Partiendo del post-punk junto con influencias musicales más eclécticas, su música es una interacción entre la virtuosa batería de Hurley, la guitarra eléctrica triple de Boon y la ocupada línea de bajo de Watt. Con respecto a su composición, Watt afirmó: «No escribimos canciones, escribimos ríos».

## Composición
«Corona» es una canción uptempo de hardcore punk y neo-norteña que tiene una duración de dos minutos y veinticinco segundos. Cuenta con riffs de guitarra potentes, una línea de bajo corpulenta pero funky y ritmos de batería frenéticos. La canción comienza con una introducción, donde se toca un riff de guitarra vibrante. Su disposición minimalista no contiene estribillos, sino que se compone de cincuenta y tres palabras estructuradas en tres estrofas.
Líricamente, es una canción latina de protesta y una denuncia elegíaca respecto a la injusticia y la codicia destructiva de Estados Unidos. El cantante y guitarrista principal D Boon cierra cantando sobre una botella de cerveza Corona. La botella está destinada a una mujer pobre en una playa de México, debido a su depósito de cinco centavos.

## Recepción crítica
En su reseña de su álbum, Juan Gutiérrez de LA Weekly escribió: «La canción 'Corona' de Minutemen finalmente tuvo un gran éxito gracias a Jackass, pero fueron las letras políticas de D. Boon, los riffs de guitarra potentes y la batería frenética de George Hurley lo que hizo que Double Nickels on the Dime fuera la perfección incondicional». Describe Michael Azerrad de Billboard la canción como un «océano de scrabbling avant-funk y two-step norteño».

## Desempeño comercial
En marzo de 2020, «Corona» se encontraba entre las innumerables canciones lanzadas anteriormente con títulos y temas líricos sobre el fin del mundo o la supervivencia humana, lo que provocó un aumento en las ventas y transmisión. Este aumento se produjo cuando las poblaciones se adaptaron a la vida en cuarentena durante la pandemia mundial de COVID-19. Las ganancias que experimentó la canción incluyeron un aumento del 70% en las ventas de canciones digitales y un aumento del 26% en el total de transmisiones bajo demanda en EE. UU. a 63 000. La semana siguiente, «Corona» aumentó un 95% en reproducciones en EE. UU. a 122 000 durante la semana de seguimiento que finalizó el 19 de marzo.

## Legado
En la década de 2000, «Corona» se hizo mundialmente famosa por ser el tema musical de la serie de telerrealidad Jackass de MTV. La canción quedó inmortalizada en el espectáculo de acrobacias, que utilizó su característico riff de guitarra de apertura. En la serie, los especialistas se someten a pruebas de valentía y autolesión que ponen en riesgo sus vidas. Watt dijo que el dinero de regalías que la banda recibió por el uso de la canción en la serie se utilizó para ayudar al padre de Boon, que estaba enfermo de enfisema.
El cantautor canadiense Ford Pier afirmó que el enfoque de composición de «Great Western» de su álbum de estudio debut, Meconium, se inspiró en «Corona». Dijo: «Tenía el deseo de intentar escribir una canción en ese estilo favorecido por los cantautores oficiales de inclinación pseudoliteraria, donde se selecciona un detalle u objeto auxiliar dentro de la narrativa para que sea el punto de apoyo simbólico de todo [...] 'Corona' de los Minutemen habría sido una piedra de toque en este enfoque».

## Otras versiones
La banda de indie rock de Arizona Calexico interpretó una versión de «Corona» durante un concierto en el Newport Folk Festival de 2013 en Newport, Rhode Island; su versión se incluyó en la lista de reproducción «COVID Quarantine Dance Party» del músico Lo Bradley. «Corona» estaba entre muchas canciones populares que se encontraban en la mayoría de las listas de reproducción con temas de cuarentena.